# 김계원 (성우)
김계원(1937년 1월 15일 ~ 2012년 9월 24일)은 대한민국의 성우이다. 1961년 11월 KBS에 입사했으며, KBS 5기 성우였다. 한국방송 성우극회 소속.
정성훈 성우가 트위터에서 부고를 알렸고 양석정 성우가 KBS 성우연기대상에서 언급하였다.

## 주요 출연작

### 애니메이션
- 달려라 번개호 (KBS) - 경부
- 태풍소년 (KBS) - 남자2
- 그레이트 마징가 (KBS) - 강 박사(카부토 겐조)
- 피노키오의 모험 (KBS) - 할아버지
- 정의의 소년 캐산 (KBS) - 해설
- 알프스 소녀 하이디 (KBS) - 할아버지
- 우주의 여왕 쉬라 (KBS) - 호당(호로도 일당 우두머리)
- 피터팬 (KBS) - 스미(해적)
- 보물섬 (KBS) - 레틀즈 / 알로 부선장
- 홈런왕 강속구 (KBS) - 사타느와르 대왕
- 미래소년 코난 (KBS) - 할아버지
- 집없는 소년 (KBS) - 제롬
- 바다소년 트리톤 (KBS) - 미노타스
- 드래곤볼 - 게로 박사
- 호피와 차돌바위 - 돌쇠

### 영화
- 칠판 (KBS)
- 유산상속 벼락부자 (SBS)
- 퀵 앤 데드 (KBS) - 워레스(로버츠 블로섬)
- 에너미 오브 스테이트 (KBS) - 해머슬리(제이슨 로버즈) / 변호사(필립 베이커 홀) / 래리 킹(본인)
- 스트레이트 스토리 (KBS) - 앨빈 스트레이트 (리처드 핀스워드)
- 성룡의 미라클 (KBS)
- 양들의 침묵 (KBS) - 노인(레이브 렌스키)
- 천장지구2 (KBS)
- 골든 게이트 (KBS)
- 조슈아 트리 (SBS) - 샌티의 아버지(버트 렘슨)
- 좋은걸 어떡해 (KBS)
- 뒤죽박죽 고향방문 (KBS) - 제시 아저씨 (덴버 파일)
- 해리가 샐리를 만났을 때 (SBS) - 노년 부부(쿠노 스폰홀츠)
- 레모 (KBS) - 윌슨
- 음식남녀 (KBS) - 레스토랑 메니저(두만생)
- 매드 맥스 2 (KBS) - 휴멍거스(크젤 닐슨)
- 러브 스토리 (KBS) - 샤펠리 의사(시드니 워커)
- 마지막 카운트다운 (KBS)
- 사랑 그리고 독신녀 (MBC)
- 빠삐용 (KBS)
- 레드 히트 (SBS)
- 로마의 휴일 (88년 더빙판, 97년 더빙판/KBS) - 브래들리의 아파트 주인(클라우디오 에르멜리) / 신부
- 마틴 기어의 귀향 (SBS) - 판사(프란시스 아르노)
- 무숙자 (KBS) - 외양간 주인(안토니오 팔롬비)
- 동성서취 (KBS) - 황제
- 쾌찬차(KBS) - 모비의 상사(허브 에델맨)
- 라스트 액션 히어로 (SBS)
- 무기여 잘 있거라(KBS) - 소령(길버트 에머리)
- 달려라 마야(KBS) - 라지의 아버지(나나 팔시카)
- 화룡풍운(KBS) - 노인
- 델리카트슨 사람들(KBS) - 택시 기사(도미니크 자르디)
- 대부(KBS) - 솔로초(알프레도 레티어리)
- 코만도 (KBS) - 프랭클린 커비(제임스 올슨)
- 야성의 킬리만자로 (KBS) - 벤 아메드(그레고르 아슬란)
- 황야의 결투 (KBS) - 클레이튼(월터 브레넌)
- 인어의 노래 (KBS) - 경찰서장(럼스덴 헤어)
- 하이 눈 (KBS) - 마틴(론 채니 주니어)

### 외화
- 판관 포청천 (KBS)
- 칠협오의 (SBS) - 국구공
- 스필버그의 어메이징 스토리 (KBS)